# Il prezzo della libertà
Il prezzo della libertà (Cradle Will Rock) è un film del 1999 diretto da Tim Robbins.
È stato presentato in concorso al 52º Festival di Cannes.

## Trama
Nella New York degli anni trenta, mentre una compagnia teatrale, presieduta da Orson Welles, cerca di allestire la pièce Cradle Will Rock, dagli evidenti contenuti comunisti, si incrociano i destini di vari personaggi come Diego Rivera, Nelson Rockefeller, John Houseman, Margherita Sarfatti e molti altri.
il film si sarebbe dovuto realizzare nel 1985 con la regia dello stesso Orson Welles e come produttore esecutivo il regista John Landis. Per problemi produttivi il film alla fine non si realizzò e, anni dopo la morte di Welles, la vedova di quest'ultimo vendette la sceneggiatura a Tim Robbins, che però, a detta di Landis si discosta molto dalla sceneggiatura originale di Welles.

## Riconoscimenti
- 1999 - Festival di Cannes
  - Candidatura Palma d'oro a Tim Robbins
- 2000 - Chlotrudis Awards
  - Candidatura Miglior attore non protagonista a Bill Murray
  - Candidatura Miglior attrice non protagonista a Cherry Jones
- 2000 - Istanbul International Film Festival
  - Premio Scelta del Pubblico alla competizione internazionale a Tim Robbins
- 2001 - London Critics Circle Film Awards
  - Candidatura Attrice non protagonista dell'anno a Emily Watson
- 1999 - National Board of Review
  - Miglior realizzazione di regia a Tim Robbins
- 2000 - Online Film Critics Society Awards
  - Candidatura Miglior cast
- 1999 - Satellite Award
  - Candidatura Miglior attore non protagonista a Bill Murray
- 2000 - Sitges - Catalonian International Film Festival
  - Miglior regia a Tim Robbins
  - Miglior film a Tim Robbins